# Stig Fogelmarck
Stig Fredrik Ugglas Gunnarsson Fogelmarck, född 1 november 1916 i S:t Johannes församling, Stockholms stad, död 24 juni 2006 i Danderyds församling, Stockholms län, var en svensk konsthistoriker. 

## Biografi
Fogelmarck, som var docent i konsthistoria, var överintendent och chef för Kungliga husgerådskammaren, sekreterare i Rådet till skydd för Stockholms skönhet och vice ordförande i Samfundet S:t Erik 1982–1987. I samfundet var han dessutom hedersledamot och mottog dess plakett 1997.
Fogelmarck var även ledamot av Kungliga Vitterhetsakademin, ledamot av nämnden för stiftelsen Drottningholms teatermuseum och av styrelserna för Svenska museimannaföreningen och Stockholms-gillet.

## Böcker
- Carl Fredrik Adelcrantz : arkitekt. Stockholm: Almqvist & Wiksell, ingår i Monografier utgivna av Stockholms stad. 1957. Libris 568478. http://www.stockholmia.stockholm.se/bocker.php?kategori=16